# جزر الهند الغربية البريطانية

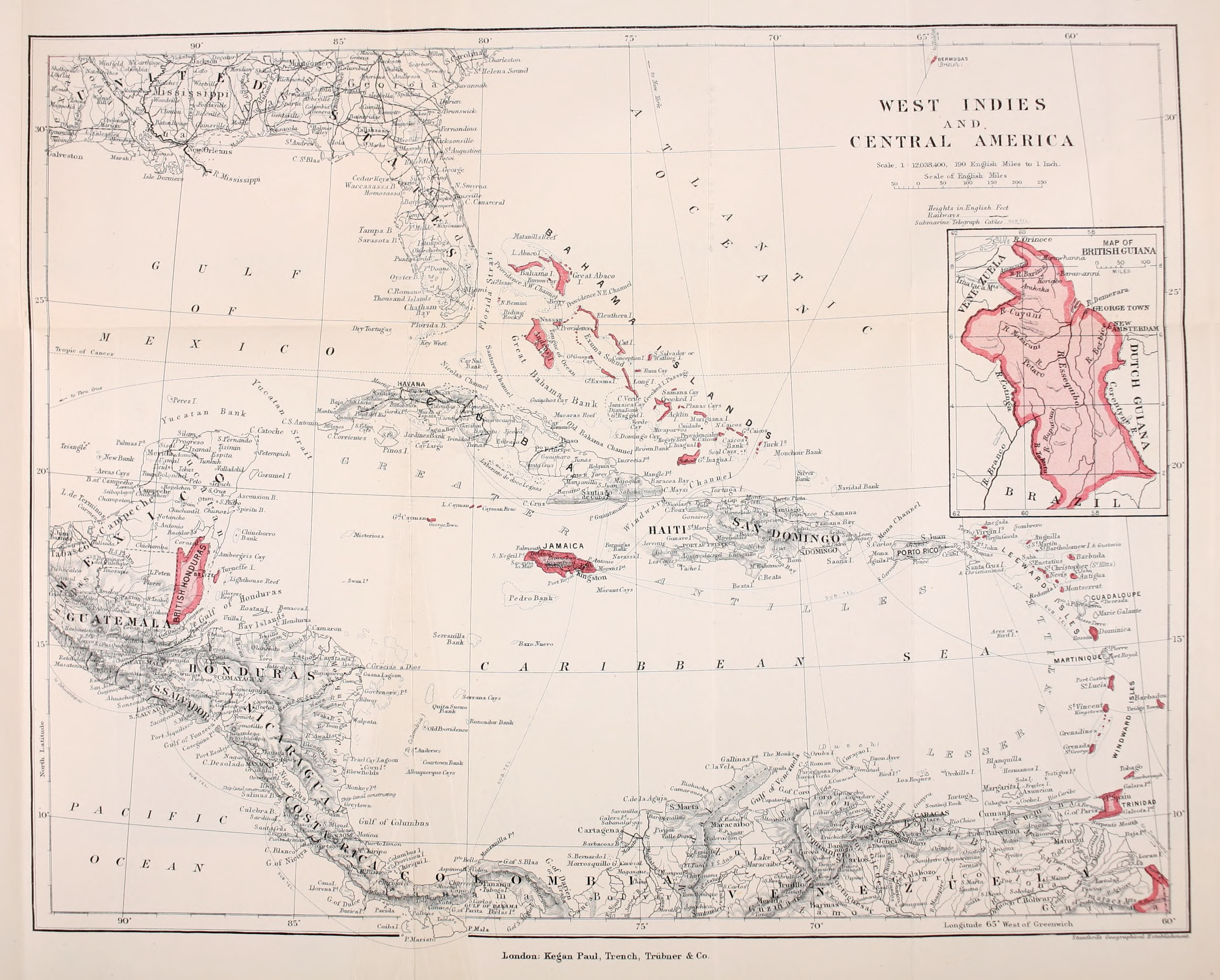
جزء الهند الغربية البريطانية في 1900.

كانت جزر الهند الغربية البريطانية عبارة عن الأقاليم البريطانية في الهند الغربية، وهي: أنغويلا، وجزر كايمان، وجزر توركس وكايكوس، ومونتسرات، وجزر العذراء البريطانية، وأنتيغوا وباربودا، وجزر البهاما، وباربادوس، ودومينيكا، وغرينادا، وجامايكا، وسانت كيتس ونيفيس، وسانت لوسيا، وسانت فنسنت والغرينادين، وغيانا البريطانية (غيانا الآن) وترينيداد وتوباغو. تشمل الأقاليم الأخرى برمودا وهندوراس البريطانية سابقًا (بليز حاليًا). استُخدِم المصطلح قبل فترة إنهاء الاستعمار في أواخر خمسينيات وستينيات القرن العشرين ليشمل جميع المستعمرات البريطانية في المنطقة كجزء من الإمبراطورية البريطانية. يُستخدم مصطلح كومنولث الكاريبي الآن بعد استقلال معظم المناطق عن المملكة المتحدة.
قسمت الحكومة البريطانية أقاليمها إلى مستعمرات مختلفة في عام 1912، وهي: جزر البهاما، وباربادوس، وغيانا البريطانية، وهندوراس البريطانية، وجامايكا (وما يتبع لها من جزر توركس وكايكوس وجزر كايمان)، وترينيداد وتوباغو، وجزر ويندوارد، وجزر ليوارد. نُظِّمت جميع أقاليم الجزيرة باستثناء جزر العذراء البريطانية وجزر البهاما تحت اسم اتحاد جزر الهند الغربية بين عامي 1958 و 1962. كان الأمل حينها في أن يصبح الاتحاد مستقلًا كدولة واحدة، ولكن كانت سلطاته محدودة وواجه العديد من المشاكل العملية. حُلَّ اتحاد جزر الهند الغربية في عام 1962.
أصبحت الأقاليم الآن دولًا مستقلة ذات سيادة، باستثناء خمسة أقاليم: أنغويلا، وجزر العذاراء البريطانية، وجزر كايمان، ومونتسرات، وجزر توركس وكايكوس، التي بقيت أقاليم ما وراء البحار البريطانية، كما هو الحال في برمودا، ولكنهم بقيوا جميعهم داخل دول الكومنولث. أنشأوا أيضًا مجموعة الكاريبي، وانضمت العديد من الدول إلى هيئات دولية مختلفة، مثل منظمة الدول الأمريكية، ورابطة الدول الكاريبية، ومنظمة التجارة العالمية، والأمم المتحدة، والبنك الكاريبي للتنمية وغيرهم.

## تاريخ

### جزر ليوارد
أسس السير ويليام ستابلتون أول اتحاد في جزر الهند الغربية البريطانية في عام 1674، وأسس جمعية عامة لجزر ليوارد في سانت كيتس. كان اتحاد ستابلتون نشطًا بين عامي 1674 و1685، خلال فترة ولايته كحاكم، وعقدت الجمعية العامة اجتماعات منتظمة حتى عام 1711. احتفظت كل جزيرة بمجموعتها الخاصة ووضعت قوانينها الخاصة بحلول القرن الثامن عشر. استمرت الجزر في تقاسم حاكم واحد ونائب عام واحد. لم يُحلّ اتحاد ستابلتون حقًا، على الرغم من عدم شعبيته، ولكنه استُبدِل ببساطة بترتيبات أخرى.
قُسِّمت ليوارد بين عامي 1816 و1833 إلى مجموعتين: سانت كريستوفر-نيفيس-أنغويلا وأنتيغوا-باربودا-مونتسرات، ولكل منهما حاكمها الخاص. جُمِعت جميع جزر ليوارد معًا في عام 1833، وأضيفت دومينيكا، وظلت جزءًا من المجموعة حتى عام 1940. كُلِّف الحاكم بنيامين باين في عام 1869 بتنظيم اتحاد فيدرالي يضم أنتيغوا باربودا، ودومينيكا، ومونتسرات، ونيفيس، وسانت كيتس، وأنغويلا وجزر العذراء البريطانية. عارضت سانت كيتس ونيفيس تقاسم أموالهما الحكومية مع أنتيغوا ومونتسرات بعد إفلاسهما. قال الحاكم باين للمكتب الاستعماري إن المخطط فشل بسبب «التحيز المحلي والمصلحة الذاتية»، وكان إنجازه الوحيد هو منح ليوارد حاكمًا واحدًا. كان لا بد من موافقة مجلس جزيرة على جميع القوانين والمراسيم.
أصدرت الحكومة البريطانية قانون جزر ليوارد في عام 1871، والذي خضعت بموجبه جميع الجزر لحاكم واحد ومجموعة واحدة من القوانين. تألفت المستعمرة الفيدرالية من جميع الجزر التي نُظِّمت في ظل المحاولة السابقة للحاكم باين. أُطِلق على كل جزيرة اسم «رئاسة» تحت إشراف إدارتها أو مفوضها. لم يحظى هذا الاتحاد بشعبية كالتجمعات السابقة، ولكنه استمر حتى عام 1956 عندما أعيد تعريفه باسم إقليم جزر ليوارد. نُظِّم اتحاد جزر الهند الغربية في عام 1958، والذي أصبحت جزر ليوارد جزءًا منه.